# Kira Lipperheide
Kira Lipperheide (* 7. Februar 2000 in Castrop-Rauxel) ist eine deutsche Bobfahrerin und ehemalige Leichtathletin. Gemeinsam mit Kim Kalicki gewann sie 2020 bei den IBSF-Weltmeisterschaften die Silbermedaille im Zweierbob der Frauen.

## Karriere

### Karriere als Leichtathletin
Bevor Kira Lipperheide zum Bobsport wechselte war sie beim TV Gladbeck 1912 als Leichtathletin aktiv. 2018 startete sie im Frankenstadion Heilbronn für ihren Verein in der 4-mal-100-Meter-Staffel bei den deutschen Leichtathletik-Juniorenmeisterschaften und konnte mit der Staffel die Silbermedaille gewinnen. Wenig später startete sie auch bei den Deutschen Leichtathletik-Meisterschaften 2018 im Max-Morlock-Stadion in Nürnberg und belegte dabei mit der Staffel vom TV Gladbeck in der Endabrechnung den siebten Platz. Obwohl Kira Lipperheide zu diesem Zeitpunkt schon zum Bobsport gewechselt war, trat sie im Jahr 2019 sowohl bei den deutschen Junioren-Meisterschaften als auch im Olympiastadion Berlin bei den Deutschen Leichtathletik-Meisterschaften in der 4-mal-100-Meter-Staffel vom TV Gladbeck an.

### Karriere als Bobfahrerin
Im Jahr 2018 tat es Kira Lipperheide ihrer Vereinskollegin Annika Drazek gleich und wechselte von der Leichtathletik zum Bobsport. Sie wurde Anschieberin und gehört seitdem wie auch Drazek zum Team von Mariama Jamanka. Ihren ersten internationalen Wettbewerb absolvierte sie am 10. Januar 2019 als Anschieberin von Kim Kalicki im Europacup 2018/19. Dabei siegten die beiden vor dem Bob von Laura Nolte und dem von Breeana Walker. Einen Tag später konnten die beiden auch den zweiten Wettbewerb in Innsbruck gewinnen. Kurz darauf, am 19. Januar 2019, durfte Lipperheide als Anschieberin von Mariama Jamanka auf dem Olympia Eiskanal Igls in Innsbruck ihr Weltcup-Debüt geben. Dabei erreichten die beiden hinter dem Bob von Stephanie Schneider und vor jenem von Elana Meyers Taylor den zweiten Platz.
Am 2. Februar 2019 war Lipperheide wieder als Anschieberin von Kim Kalicki aktiv und die beiden starteten bei den Juniorenweltmeisterschaften auf der Kunsteisbahn Königssee. Bei dem Wettbewerb belegten sie hinter dem österreichischen Bob von Katrin Beierl und dem rumänischen Bob von Andreea Grecu den dritten Platz. Die beiden Deutschen wurden aber zusätzlich in der U23-Wertung gewertet und konnten in dieser den Junioren-Weltmeistertitel gewinnen.
In der Saison 2019/20 konnte Lipperheide als Anschieberin von Stephanie Schneider erstmals ein Weltcup-Rennen gewinnen. Am 4. Januar 2020 sorgten die beiden in der Veltins-Eisarena in Winterberg für einen deutschen Dreifachsieg vor dem Bob von Mariama Jamanka und jenem von Laura Nolte. In St. Moritz auf den Olympia Bob Run St. Moritz–Celerina konnte sie am 1. Februar 2020 gemeinsam mit Mariama Jamanka auf das Podest fahren und belegten hinter dem Bob von Kaillie Humphries und vor dem Bob von Stephanie Schneider den zweiten Platz.
Am 8. Februar 2020 ging sie wie ein Jahr zuvor gemeinsam mit Kim Kalicki bei den Juniorenweltmeisterschaften an den Start, welche in Winterberg ausgetragen wurden. Sie sicherten sich vor dem russischen Bob von Ljubow Tschernych und dem chinesischen Bob von Ying Qing den Junioren-Weltmeistertitel, sowohl in der „normalen“ Wertung als auch in der U23-Wertung. Dadurch sicherten sie sich ein persönliches Startrecht bei den Weltmeisterschaften 2020 in Altenberg. Bei den Weltmeisterschaften auf der Rennschlitten- und Bobbahn Altenberg gewannen die beiden hinter dem Bob der US-Amerikanerin Kaillie Humphries und vor dem Bob der Kanadierin Christine de Bruin überraschend die Silbermedaille.
Im Sommer 2020 erlitt Kira Lipperheide einen Ermüdungsbruch und fiel damit für die gesamte Saison 2020/21 aus.
Zur Weltcup-Saison 2021/22 gehörte Lipperheide wieder zum Nationalkader und gab ihr Comeback am 22. November 2021 beim Weltcup in Innsbruck-Igls. Sie schob dabei den Bob von Pilotin Mariama Jamanka an und verpasste mit ihr eine Podestplatzierung nur um eine Tausendstelsekunde. Saisonhöhepunkt für Kira Lipperheide war die Bob-EM im Januar 2022 in St. Moritz, wo sie mit Jamanka nur um 4 Hundertstel den Europameistertitel verpasste, aber mit Silber ihre erste EM-Medaille bejubeln konnte.

## Erfolge

### Weltmeisterschaften
- 2020:  Zweierbob mit Pilotin Kim Kalicki
- 2023:  Zweierbob mit Pilotin Lisa Buckwitz

### Europameisterschaften
- 2022:  Zweierbob mit Pilotin Mariama Jamanka

### Weltcup-Siege
| Nr. | Datum           | Ort        | Bahn               | Pilotin             |
| --- | --------------- | ---------- | ------------------ | ------------------- |
| 1.  | 4. Januar 2020  | Winterberg | Bobbahn Winterberg | Stephanie Schneider |
| 1.  | 15. Januar 2023 | Altenberg  | Altenberg          | Lisa Buckwitz       |

### Europacup-Siege
| Nr. | Datum           | Ort       | Bahn                  | Pilotin     |
| --- | --------------- | --------- | --------------------- | ----------- |
| 1.  | 10. Januar 2019 | Innsbruck | Olympia Eiskanal Igls | Kim Kalicki |
| 2.  | 11. Januar 2019 | Innsbruck | Olympia Eiskanal Igls | Kim Kalicki |